# Zastava Somalije
Zastava Somalije (somalski: Calanka Soomaaliya, arapski: علم الصومال‎) usvojena je 12. listopada 1954. Dizajnirao ju je Mohammed Awale Liban.  Prvobitna namjera je bila da zastavu koristi Britanski Somaliland, ali kada se on spojio s Talijanskim Somalilandom, ova je zastava postala simbol novonastale ujedinjene države Somalske Republike. Izvorno je zamišljena i služi kao narodna zastava somalskog naroda. Danas je i ratna pomorska zastava.
Prema autoru zastave, gospodinu Libanu, namjera je bila da zastava podsjeća na onu Ujedinjenih naroda. Ujedinjeni narodi pomogli su Somaliji da stekne neovisnost od Italije, i zastava je usvojena u čast UN-a.
Bijela Petokraka zvijezda na svjetloplavoj podlozi simbolizira pet područja u kojima žive Somalci. To su Britanska Somalija, Talijanska Somalija, Francuska Somalija (Džibuti), Ogaden (Etiopija) i Okrug sjeverne granice koji kontrolira Kenija. Zastava je omjera 2:3.
Heraldički opis zastave, blazon, glasi:
"Azure, a mullet Argent".